# Castèlnòu d'Aude
Castèlnòu d'Aude (en francès Castelnau-d'Aude) és un municipi francès situat al departament de l'Aude i a la regió d'Occitània.